# Copa FA Shield de Jordania
La Copa FA Shield de Jordania (en inglés: Jordan FA Shield) es una competición anual de fútbol de Jordania. La competición fue fundada en 1981. El primer ganador fue el Al Jazira Ammán, el equipo con más títulos es el Al-Wehdat Club, con 10.

## Sistema de competición
Actualmente participan 10 equipos. La primera ronda consiste en una fase de grupos, con cinco equipos en cada grupo. Los dos primeros de cada grupo pasan a las semifinales. Por último se juega la final a un solo partido.

## Palmarés
| Temporada | Campeón                  | Resultado                | Finalista                |
| --------- | ------------------------ | ------------------------ | ------------------------ |
| 1981      | Al Jazira Ammán          | 1 - 1 (8-7 pen.)         | Al-Wehdat                |
| 1982      | Al-Wehdat                | 1 - 1 (5-3 pen.)         | Ammán Club               |
| 1983      | Al-Wehdat                | 2 - 1                    | Al-Ramtha                |
| 1984      | Ammán Club               | 3 - 1                    | Al-Hussein Irbid         |
| 1985      | Ammán Club               | 1 - 1 (4-1 pen.)         | Al-Faisaly Amman         |
| 1986      | Al Jazira Ammán          | - (5-4 pen.)             | Al-Faisaly Amman         |
| 1987      | Al-Faisaly Amman         | 2 - 0                    | Al-Wehdat                |
| 1988      | Al-Wehdat                | 2 - 0                    | Al-Hussein Irbid         |
| 1989      | Al-Ramtha                | 2 - 2 (5-4 pen.)         | Al-Wehdat                |
| 1990      | Al-Ramtha                | 2 - 1                    | Al-Hussein Irbid         |
| 1991      | Al-Faisaly Amman         | 1 - 0                    | Al-Wehdat                |
| 1992      | Al-Faisaly Amman         | 2 - 0                    | Al-Hussein Irbid         |
| 1993      | Al-Ramtha                | 0 - 0 (3-2 pen.)         | Shabab Al-Ordon          |
| 1994      | Al-Hussein Irbid         | 2 - 1                    | Al-Faisaly Amman         |
| 1995      | Al-Wehdat                | 2 - 0                    | Al-Jalil                 |
| 1996      | Al-Ramtha                | 2 - 0                    | Al-Hussein Irbid         |
| 1997      | Al-Faisaly Amman         | 3 - 2                    | Al-Wehdat                |
| 1998      | Kfarsoum                 | 1 - 0                    | Al-Hussein Irbid         |
| 1999      | No hubo torneo           | No hubo torneo           | No hubo torneo           |
| 2000      | Al-Faisaly Amman         | 4 - 0                    | Shabab Al-Hussein        |
| 2001      | Al-Ramtha                | 2 - 1                    | Al Buqa'a                |
| 2002      | Al-Wehdat                | 2 - 1                    | Al-Faisaly Amman         |
| 2003      | Al-Hussein Irbid         | 2 - 1                    | Shabab Al-Hussein        |
| 2004      | Al-Wehdat                | 3 - 2                    | Al-Hussein Irbid         |
| 2005      | Al-Hussein Irbid         | 3 - 1                    | Al-Faisaly Amman         |
| 2006      | Al Yarmouk Ammán         | 1 - 0                    | Al-Wehdat                |
| 2007      | Shabab Al-Ordon          | 0 - 0 (4-3 pen.)         | Al Jazira Ammán          |
| 2008      | Al-Wehdat                | 0 - 0 (5-4 pen.)         | Al Buqa'a                |
| 2009      | Al-Faisaly Amman         | 4 - 0                    | Al-Arabi Irbid           |
| 2010      | Al-Wehdat                | 2 - 0                    | Al Jazira Ammán          |
| 2011      | Al-Faisaly Amman         | 1 - 0                    | Shabab Al-Ordon          |
| 2012-2015 | Ediciones no disputadas. | Ediciones no disputadas. | Ediciones no disputadas. |
| 2016      | Shabab Al-Ordon          | 5 - 1                    | Al-Faisaly Amman         |
| 2017      | Al-Wehdat                | 2 - 0                    | Al Jazira Ammán          |
| 2018-2019 | Ediciones no disputadas. | Ediciones no disputadas. | Ediciones no disputadas. |
| 2020      | Al-Wehdat                | 2-1                      | Al-Ramtha                |
| 2021      | Al-Jalil                 | 1-1 (6-5 pen.)           | Al-Wehdat                |
| 2022      | Al-Faisaly Amman         | 1-0                      | Al-Ramtha                |

## Títulos por club
| Club                 | Campeón | Años campeón                                               |
| -------------------- | ------- | ---------------------------------------------------------- |
| Al-Wehdat SC         | 10      | 1982, 1983, 1988, 1995, 2002, 2004, 2008, 2010, 2017, 2020 |
| Al-Faisaly Club      | 8       | 1987, 1991, 1992, 1997, 2000, 2009, 2011, 2022             |
| Al-Ramtha SC         | 5       | 1989, 1990, 1993, 1996, 2001                               |
| Al-Hussein Club      | 3       | 1994, 2003, 2005                                           |
| Al Jazira Club       | 2       | 1981, 1986                                                 |
| Ammán Club †         | 2       | 1984, 1985                                                 |
| Shabab Al-Ordon Club | 2       | 2007, 2016                                                 |
| Kfarsoum SC          | 1       | 1998                                                       |
| Al Yarmouk FC        | 1       | 2006                                                       |
| Al-Jalil             | 1       | 2021                                                       |

- † Equipo desaparecido.